# Joshua ben Gamaliel
Joshua ben Gamaliel, in greco: Γαμάλα .. υιός Ίησοΰς (Gesù figlio di Gamaliele) (...), è un sacerdote ebreo antico, sommo sacerdote dal 63 al 64 d.C. poco prima della distruzione di Gerusalemme e del termine del sacerdozio ebraico.
È ricordato da Giuseppe Flavio  insieme ad Anano ben Anano nelle pagine che raccontano degli ultimi avvenimenti prima dell'assedio delle legioni di Tito e della distruzione di Gerusalemme.
Di Joshua lo storico ricorda l'indignazione per l'apatia del popolo di Gerusalemme, indifferente ai soprusi e alla sacrilega occupazione del Tempio da parte degli Zeloti. Alla sua indignazione aveva fatto eco un accorato discorso di un altro sacerdote, Anano ben Anano, che sollevò il popolo contro gli Zeloti, obbligandoli, dopo duri scontri, a rinserrarsi nel Tempio. Di qui gli Zeloti, vista l'impossibilità di uscirne, si decisero ad inviare messaggeri agli Idumei per sollecitare il loro aiuto. Questi, radunata una massa di quasi ventimila uomini, si diressero verso Gerusalemme, accampandosi davanti alle porte. Dall'alto delle mura Joshua cercò di dissuadere gli Idumei a non allearsi con gli Zeloti, "feccia e rifiuto di tutto il paese", ma invano. Nella notte, sotto una pioggia torrenziale, gli Idumei entrarono in città, liberarono gli Zeloti e catturarono Anano e Joshua uccidendoli e dopo averne sbeffeggiati i cadaveri, li gettarono via insepolti.